# Hurry Up and Wait
Hurry Up and Wait är det tredje soloalbumet av Joe Lynn Turner, utgivet 1998. Albumet markerar en ny fas i Turners solokarriär, där han fortsätter att utforska rockgenren med en blandning av melodiska inslag och kraftfulla gitarriff.
Turner planerade ursprungligen att inkludera två låtar på albumet som han spelade in tillsammans med Doogie White, Too Much is Not Enough och Freedom’s Wings, men den sistnämnda hamnade inte med på skivan. Too Much is Not Enough hade tidigare spelats in för den opublicerade uppföljaren till Rescue You, innan den även spelades in av Deep Purple för albumet Slaves and Masters. Låten har också spelats in av Paul Rodgers och Kenney Jones i deras band The Law, men släpptes aldrig. Den ursprungliga versionen av låten finns på bootleg-albumet Demos ’88 - 91, och The Laws version på The Law II bootleg. Freedom’s Wings spelades senare in på Turners album Holy Man.
Albumet innehåller låtar som We Will Survive och Sex and Money, där Turner samarbetar med musiker som Al Pitrelli, Greg Smith och Tony Bruno. Den europeiska versionen inkluderar bonusspåret Shine On. De olika versionerna av albumet skiljer sig något åt, men båda innehåller en mix av melodiska rockspår och mer intensiva rocklåtar.

## Låtlista
- We Will Survive – 3:58 (Greenwood/Held/Pitrelli/Turner)
- Sex and Money – 4:00 (Held/Teeley)
- Guilty Heart – 4:01 (Greenwood/Held/Pitrelli/Turner/West)
- Days of Rage – 4:36 (Held/Pitrelli/Turner)
- Game of Rock ‘n’ Roll – 4:17 (Napoli/Turner)
- No Room for Love – 5:06 (Held/Pitrelli/Turner)
- Sentimental – 4:14 (Doddy/Guthrie/Guthrie)
- Too Much is Not Enough – 4:18 (Greenwood/Held/Turner)
- Blueprint for the Blues – 4:29 (Peterik/Turner)
- Can’t Face Another Night – 5:07 (Greenwood/Held/Pitrelli/Turner)
- Someday – 4:15 (Greenwood/Held/Turner)
- Shine On – 4:00 (Greenwood/Turner)

## Personal
- Joe Lynn Turner – sång, bakgrundssång på spår 1,3,5,7,8,10,11
- Al Pitrelli – gitarr på spår 1,3,4,6,10, gitarrsolo på spår 5, bakgrundssång på spår 3,4,5
- Tony Bruno – gitarr på spår 2,5,7,8,9,11
- Greg Smith – basgitarr, bakgrundssång på spår 1,3,5,8
- Kenny Kramme – trummor
- Paul Morris – keyboard (förutom på spår 2)

## Produktion
• Producent – Bob Held, Joe Lynn Turner